# سيسبان صومالي
سيسبان صومالي (الاسم العلمي:Sesbania somaliensis) هي نوع نباتي يتبع جنس السيسبان من فصيلة البقولية.